# 羅瑟勒姆性侵案
羅瑟勒姆性侵案（英語：Rotherham child sexual exploitation scandal）是1980年代至2013年間發生在英國南約克郡羅瑟勒姆的多宗未成年少女被性侵犯的案件，在1997年至2013年之間的估計受害人多達1400人，大多數受害人是白人且大多介於11至16歲，而犯案者大多是聯群結黨的巴基斯坦裔男子。雖然有不少受害人向警方或社工求助，可是地方當局知悉疑犯是少數族裔後，擔心被指責種族歧視而不願跟進調查。
研究員Angie Heal被當地官員聘用並警告他們2002年至2007年期間發生的兒童剝削事件，此後將其描述為“英國歷史上最大的兒童性侵害醜聞”。自2011年1月起，《泰晤士報》的安德魯·諾福克強調了這一問題，並在2012年報導該鎮的性侵害問題普遍存在，並且警方和當地理事會已經知道了十多年。
2011年《泰晤士報》的文章以及2012年羅奇代爾兒童性虐待案的審判促使下議院內政委員會舉行聽證會。繼諾弗克的這篇文章和其他文章之後，羅瑟勒姆委員會委託亞歷克西斯·傑伊教授領導一項獨立調查。2014年8月，傑伊的報告得出結論認為，1997年至2013年期間，估計有1400名兒童，其中大部分是白人女孩，在羅瑟勒姆受到性虐待，主要是巴基斯坦裔英國人（庫爾德人和科索沃男子也參與其中）。英國亞洲人羅瑟勒姆的女童也遭受虐待，但是害怕恥辱使他們不願向當局報告虐待行為。這些案件的一個“共同點”是，出租車司機一直在從養老院和學校挑選孩子「做愛」。性虐待手段包括輪姦，強迫兒童觀看性侵害過程，用汽油淋她們並威脅要將他們置於火上，威脅強姦他們的母親和妹妹，並將他們販運到其他城鎮。有懷孕 —— 一個在12歲懷孕中止、流產、母親撫養嬰兒、嬰兒被搶，造成進一步的創傷。
2014年8月26日，羅瑟勒姆地方議會委托Alexis Jay教授進行的獨立調查發表報告，在英國引起高度關注。由於當局長期在接到受害人求助後，因為疑犯所屬族裔而有所顧忌，沒有認真跟進性侵犯舉報，甚至有個案是受害人被到場警察拘捕而性侵者就平安無事，當局的長期失職受到多方抨擊。英國長期推行的多元文化政策也因本次事件而備受批評。
羅瑟勒姆事件已經演變成全英國關注的政治醜聞，一些當時在位的相關官員相繼辭職。南約克郡警方已經展開獨立調查，檢討警方和地方政府在事件中的責任及失當之處。
性侵害至2013年沒有積極解決這種虐待行為的原因是各種各樣的因素，包括種族、階級和性別—對少數工人階級受害者的性別和性別歧視態度、擔心涉案人的種族會引發種族主義指控並破壞社區關係；在工黨議會不願意挑戰工黨的少數族裔選民、缺乏以兒童為中心的重點、希望保護城鎮的聲譽、缺乏培訓和資源。
羅瑟勒姆委員會的主席、兒童服務部門主任以及南約克郡警察局的警察和犯罪專員都因為本案而辭職。政府任命路易斯·凱西對羅瑟勒姆委員會進行一連串檢查。而當時調查此性侵案的Jayne Senior也由於其調查時的表現授予MBE勳章。

## 背景

### 羅瑟勒姆

羅瑟勒姆位置

2011年英國人口普查顯示，人口為109,691人，根據2011年人口普查：55,751名女性和24,783名0—17歲，是羅瑟勒姆南約克郡大都會區內最大的城鎮。2011年該鎮有68,574名基督徒、23,909名無宗教、8,682名穆斯林、7,527名未說明，少數印度教徒、錫克教徒、猶太人和佛教徒。這個自治市鎮的失業率高於全國平均水平，有23％的住房為社會住房。
羅瑟勒姆選區，該地區傳統上一直是工黨的據點，直到2012年柴萍恩當選之前，從未有過女性議員。

### 術語
術語「兒童的性侵害」於2009年首次應用於英國教育司文件。

## 受害人

### 英國白人
傑伊報告說，“大多數我們採樣的情況下，受害者是白人英國孩子”。

### 亞裔英國人
英國穆斯林婦女網絡2013年的一份報告發現，在反映羅瑟勒姆虐待事件的情況下，英國的亞裔女童也在全國各地受到虐待。

## 受害人經歷
一名受害人憶述她在12歲（大約是2002年）時被一群少年搭上並成為朋友，他們帶來其他男子給她認識，並引誘她飲酒和服食軟性毒品。她在13歲開始被他們性侵犯，第一次有九個男人，一個壓在她身上，另一個把她壓住，把生殖器塞進她的嘴裡。另外兩個人按住她的一個朋友，拉開她的眼皮讓她看，其餘的男人站在她身邊拍照。那是2002年11月。強姦是逐漸開始的，一周一次，然後一天一次：在克利夫頓公園的戰爭紀念碑旁，在公共汽車站附近的一條小巷裡，在數不清的出租車裡，有一次，她被赤身裸體地鎖在一間公寓的房間裡，不得不為外面排隊的六個人服務。在兩年內被超過200名男子強姦。她曾經向警方求助，並把她被侵犯時所穿衣服及疑犯名字交給警方，可是警方後來通知她那些衣服證物已經遺失，案件證據不足，只得她的一面之詞，勸告她銷案。與此同時，她的家人也受到性侵者恐嚇，警方卻表示他們不會提供任何保護，最後她只好就範，撤銷報案。直至後來埃瑪被父母送到國外，她才得以脫離那些性侵者的魔掌。

## 調查
早至2002年羅瑟勒姆已有關於本次性侵事件的調查，第一份報告因為高層官員不相信它列出的資料而被壓下，另外兩份報告則被置諸不理。
一名研究員在2002年報告對少女受性侵犯事件提出警號，卻被上司告誡以後千萬不要再提及性侵者大多是亞裔穆斯林男子的事實。雖然羅瑟勒姆地方當局收到她的報告，卻一直沒有發表。地方當局向她施壓要求修改調查結果，她不肯依從，幾乎被解僱。支持調查結果的資料在她呈交報告後不久就在部門不見了。上司又認為她對種族議題的意識需要提升，安排她參加一個為時兩天的「種族與多元性」課程。Alexis Jay認為該研究員是因為向上級說出真相而受到懲罰。
2010年11月，5名羅瑟勒姆亞裔穆斯林男子因為兒童性罪行被判入獄。2012年9月，《泰晤士報》報道，根據警方在2010年的機密文件顯示，南約克郡每年有大量由亞裔穆斯林男子網絡犯下的兒童性侵事件，報道指羅瑟勒姆警方和兒童保護部門多年來知悉這些案件，卻沒有提出檢控。下議院內政特別委員會介入後，羅瑟勒姆地方議會在2013年9月宣佈將會進行獨立調查，2014年8月26日調查報告發表。
有報道指羅瑟勒姆那些受害少女因為被強姦而誕下了超過100個嬰兒，另有許多受害者在懷孕後流產或選擇墮胎，包括被性侵者威嚇下被迫墮胎。
有青少年工作者透露，羅瑟勒姆那些性侵者之中有許多人認為非穆斯林女孩是「想要做愛」以及她們的遭遇是活該。根據受害人埃瑪的經歷，性侵者即使遇上警察也不怕，她說：「每次都是這樣，犯案者只要打種族牌，警察和社工就會走開」。性侵者逐漸變得有恃無恐。

## 皇家委員會調查
委員會於2013年6月發布了其報告《兒童性剝削和對局部修飾的反應》，並於2014年10月針對傑伊報告進行了後續行動。

## Casey諮詢
國家對社區書記和當地政府，埃里克醬菜，委託羅瑟勒姆議會的獨立檢查。

## 官員及政界回應
Alexis Jay的報告發表後，從1994年至2012年擔任羅瑟勒姆選區工黨國會議員的Denis MacShane承認他在此次事件上做得太少，並歸咎於「不想打擾多元文化社區現狀」的風氣。
少數族裔群黨性侵犯多名白人少女的事件也在大曼徹斯特郡的羅奇代爾發生過。該區的工黨國會議員Simon Danczuk認為羅瑟勒姆事件並非單一個別事件，同類罪案正在英國其它地方發生。他認為問題在於兒童服務的管理層不想知道也不關心事情，現在的社工專業充斥着一群只會依照教科書上的東西做事，既缺乏情商又欠缺能力與遇上麻煩的孩子建立關係的專業人士，即使仍有一些好的人員留下，他們許多時也要被迫採用違反常識的愚蠢做法。他又認為羅瑟勒姆和英國其它城市的大規模兒童性侵事件被隱暪，與巴基斯坦不良的政治文化被引進到英國不無關係。在一些亞裔社區有脅迫政界人物和團結一致對外的風氣，多年下來已經影響了英格蘭北部一些鎮和市的政治。
自2003年起擔任羅瑟勒姆地方政府領導人，工黨籍的羅傑·斯通在Alexis Jay報告發表當日宣佈辭職並即時生效。
內政大臣文翠珊批評羅瑟勒姆地方當局及南約克郡警方在此次事件上完全失職，並表示必須確保那些犯案者受到法律制裁。
前羅瑟勒姆工黨市議員肖恩·賴特（Shaun Wright）於2005年至2010年在地方政府內閣負責兒童及青年服務，2012年當選南約克郡警察及犯罪事務專員。Alexis Jay報告公開後，工黨、首相卡梅倫和特麗莎·梅要求賴特辭去專員職位，賴特初時拒絕辭職並退出工黨，最終於2014年9月16日宣佈辭職。另有4名於羅瑟勒姆事件發生期間在當地擔任相關重要公職的工黨黨員被暫停黨籍。
2014年9月8日，羅瑟勒姆地方政府首席行政官Martin Kimber宣佈將於12月離職。

## 各界反應
地方當局在此次事件中長期把政治正確考量放在保護人民之上的做法，受到英國各界包括穆斯林群體的猛烈批評。
英國新聞工作者Allison Pearson撰文批評多元文化主義對此次長時期、大規模的性侵事件難辭其咎，官員「為了避免打擾多元文化現狀，他們把1400名兒童拿去餵鯊魚」，認為事件或者會成為多元文化主義的最後一顆封棺釘。
Alexis Jay的報告提及與他會面的數名市議員相信揭開那些性侵犯事件會為種族主義者提供話柄，吸引極端主義政團插手並威脅社區凝聚力。「英國穆斯林青年」創立者Muhbeen Hussain批評官員以社區凝聚力和政治正確為考量的做法，表示在自己家鄉羅瑟勒姆發生此類性侵事件使他感到很噁心，他認為犯案者大多是巴基斯坦裔的事實不應該成為當局隱暪事件的理由。
另一位新聞工作者Leo McKinstry認為Alexis Jay的報告提及官員因為擔心可能會損害社區凝聚力而害怕處理穆斯林幫派，正好反映了多元文化主義怪誕邏輯的荒謬。多元文化主義的破壞性影響更見諸於調查報告批評警方即使偶然會軟弱地嘗試跟進問題，也過度倚靠穆斯林長老。「就像英國聖戰活動的受害者那樣，羅瑟勒姆被性侵犯的少女在政治正確的祭壇上被犧牲了」。
美國政治評論員里奇·勞瑞認為多元文化主義在羅瑟勒姆不單戰勝了女性主義，也戰勝了法律、基本人類行為標準和文明。

## 後續發展
2015年，有媒體取得2003年和2006年的兩份調查報告，它們當時已警告巴基斯坦裔朋黨侵犯年輕少女的現象已失控，可是當時警方和社工視那些受害少女是比娼妓好不了多少的問題少女，於是當局便置諸不理。接替肖恩·賴特擔任南約克郡警察及犯罪事務專員的阿倫·畢林斯表示當時警方未明白兒童性誘拐已構成性侵犯。
據報導，前青年鎮工作者Jayne Senior工作了十多年，揭露了羅瑟勒姆性侵兒童的性虐待行為，但遭到了“反感和輕蔑”。Senior被授予大英帝國勳章員佐勳章MBE在2016生日榮譽。
2015年陸續有一些涉嫌在案發時期對羅瑟勒姆受害少女犯下性罪行的疑犯被捕及遭受起訴。2015年6月據媒體報道當局估計有約300名疑犯涉及羅瑟勒姆性侵案，而該數字將來有可能因為找到更多新線索而變更。
2016年2月，4男1女因為涉及自1987年起的16年裡在羅瑟勒姆「有系統地性剝削15名女孩」，分別被法庭判處入獄10年至35年不等，另一名被告被判入獄18個月，緩期執行。受害人年齡最小只有11歲，最大是21歲。
2018年11月，6位嫌犯分別被法庭判處10年到23年不等的刑期。
2019年3月15日，基督城清真寺槍擊案的嫌犯携带的一只弹匣写着“为了罗瑟勒姆、亚历山大·比索内特和卢卡·特拉伊尼”(For Rotherham, Alexandre Bissonette (sic), Luca Traini)。亚历山大·比索内特（Alexandre Bissonnette），2017年曾持枪袭击加拿大魁北克市清真寺（Quebec City mosque shooting）。卢卡·特拉伊尼（Luca Traini），2018年在意大利马切拉塔市向非洲裔难民开枪（Attentato di Macerata）。

## 有關報告
該投訴警方獨立監察委員會（IPCC）開始調查後的傑伊報告警察不當行為的指控。這是IPCC在對1989年謝菲爾德的希爾斯堡慘劇進行調查之後進行的第二大調查；那場比賽是由南約克郡警察監管的。截至2017年3月，已經完成了9項查詢，沒有關於官員行為的任何答复，但向部隊提出了有關信息記錄的建議。另外53項調查正在進行中。
據《泰晤士報》的安德魯·諾福克（Andrew Norfolk）稱，一名羅瑟勒姆（Rotherham）警察與其中一名肇事者保持定期聯繫。在2000年3月的一起事件中，他和一名當地的出租車司機（後來成為羅瑟勒姆議員）據稱已安排Arshid Hussain（可以說是幫派頭目）在加油站將一個女孩交給警察“以換取免疫”。另一投訴涉及同一官員，據報導，該官員於某個日期要求其中兩名受害者。一名受害者於2013年8月向警察報告了此事，但未採取任何行動。IPCC也正在調查未能根據報告採取行動的官員。
一名副駕駛在謝菲爾德被汽車撞倒後於2015年1月死亡，這是一場無關的事故。

### 2020年
羅瑟勒姆案是引發調查的幾起案件之一，該調查稱，整容團伙的大多數肇事者是英國巴基斯坦人。第一個是Quilliam於2017年12月發布的，該報告的標題為“基於團體的兒童性剝削—剖析梳妝幫派”，該報告稱84％的罪犯是南亞的移民。

## 外部連結
- Independent Inquiry into Child Sexual Exploitation in Rotherham (1997 – 2013) （页面存档备份，存于）
- Rotherham child abuse scandal: The background to the report （页面存档备份，存于），BBC News
- Rotherham abuse scandal: Key dates （页面存档备份，存于），BBC News
- 少女的噩梦：英国贫穷小镇性侵泥潭 （页面存档备份，存于），纽约时报中文网
- "Revealed: conspiracy of silence on UK sex gangs" （页面存档备份，存于）, The Times (editorial), 5 January 2011.
- . BBC News. 2014-08-26  [2019-06-14]. （原始内容存档于2021-02-02）.
- "Too many in Rotherham turned a blind eye to child abuse" （页面存档备份，存于）, The Washington Post (editorial board), 15 September 2014.
- Ahmed, Samira. . The Guardian. 2014-08-27  [2019-06-14]. （原始内容存档于2017-04-27）.
- Coker, Margaret; Flynn, Alexis. . The Wall Street Journal. 2015-05-22  [2019-06-14]. （原始内容存档于2020-11-25）.
- 罗斯·格雷戈里·多塞特 (6 September 2014). "Rape and Rotherham" （页面存档备份，存于）, The New York Times.
- Flanagin, Jake (4 September 2014). "How Rotherham Happened" （页面存档备份，存于）, The New York Times.
- Phillip, Abby (27 August 2014). "Report reveals the horrors of 1,400 sexually abused children in a British town and the system that failed them" （页面存档备份，存于）, The Washington Post.
- Talbot, Margaret（英语：Margaret Talbot） (4 September 2014). "An Old Contempt in Rotherham" （页面存档备份，存于）, 'The New Yorker.
- Wilson, Sarah, with Geraldine McKelvie (2015). Violated: A Shocking and Harrowing Survival Story from the Notorious Rotherham Abuse Scandal. London: Harper Element. ISBN 978-00081-4126-4

Home Affairs Committee
- Child sexual exploitation and the response to localised grooming. Second Report of Session 2013–14, Vol. 1 （页面存档备份，存于）, House of Commons Home Affairs Committee. London: The Stationery Office Limited, 10 June 2013.
- Child sexual exploitation and the response to localised grooming. Second Report of Session 2013–14, Vol. 2 （页面存档备份，存于）, House of Commons Home Affairs Committee. London: The Stationery Office Limited, 12 June 2013.
- Child sexual exploitation and the response to localised grooming: follow-up. Sixth Report of Session 2014–15 （页面存档备份，存于）, House of Commons Home Affairs Committee. London: The Stationery Office Limited, 15 October 2014.